# Coricio
El antro Coricio (Κορυκιο Αντρον) es una cueva de Grecia. Está en una ladera del monte Parnaso, a unos 3 km al noroeste de Delfos, y consta de una serie de cavidades, la primera de las cuales mide 60 metros de hondo, 30 de ancho y 12 de alto, y tiene numerosas estalactitas. El nombre griego actual de esta cueva es Sarantavli («cuarenta estancias»). 
En la mitología griega, la cueva tomó su nombre de la ninfa Coricia, que tuvo con Apolo un hijo llamado Licoro. Por el nombre de Licoro, que también es uno de los antiguos de Delfos, se llamó a la cueva Licorea, igual que la ciudad.
En esa cueva se refugiaron los habitantes de Delfos durante la invasión persa. Ha seguido sirviendo de refugio en caso de guerra hasta la actualidad. Hay inscripciones en honor del dios Pan y las ninfas.